# Національний історико-меморіальний заповідник «Бабин Яр»
Національний історико-меморіальний заповідник «Бабин Яр» створений для донесення до громадян історії трагічних подій масового знищення нацистами мешканців Києва і військовополонених у Бабиному Яру.

## Історія появи меморіалу
Територія Національного історико-меморіального заповідника «Бабин Яр» нерозривно пов'язана з історією Києва й України.
Під час нацистської окупації Києва у 1941—1943 роках Бабин Яр став місцем масових розстрілів окупантами мирного населення і радянських військовополонених: євреїв та циган – за етнічною ознакою, а також партійних та радянських активістів, підпільників, членів Організації Українських Націоналістів, заручників, «саботажників», порушників комендантської години та інших.
Центральною подією в історії Бабиного Яру стали масові акції по знищенню єврейського населення м. Києва 29-30 вересня 1941 р. Лише за ці два «розстрільних» дні зондеркоманда «4а» під командуванням штандартенфюрера Пауля Блобеля за участю частин 6 -ї армії вермахту, що стояли в оточенні, розстріляли в Бабиному Яру 33 771 чоловік, не рахуючи малолітніх дітей, а це майже все єврейське населення Києва. Ці дані були подані нацистами як донесення до вермахту.
Подальші розстріли євреїв проходили 1, 2, 8 і 11 жовтня 1941 року, коли ще було розстріляно приблизно 17 000 євреїв з київських передмість і області.
В різних публікаціях даються різні цифри загальної кількості людей, знищених у Бабиному Ярі, — приблизно від 70 тисяч до 200 тисяч чоловік. У 1946 році на Нюрнбергському процесі наводилася оцінка близько 100 тисяч чоловік, згідно з висновками спеціальної державної комісії для розслідування нацистських злочинів під час окупації Києва. Більшість тіл було спалено за наказом німецького командування у 1943 році.
У перші роки після звільнення Києва Бабин Яр зовні не змінювався. Місцеві жителі знаходили обгорілі кістки, речі, попіл. Тоді ж було поставлене питання про увічнення пам'яті загиблих.
13 березня 1945 р. Раднарком і ЦК Компартії України прийняли постанову № 378 «Про спорудження монументального пам'ятника на території Бабиного Яру». Але цей план не було реалізовано.
У 1950-х роках було прийнято рішення засипати Бабин Яр та створити там парк. Бабин Яр було загачено греблями та замулено пульпою з Петрівського цегельного заводу. 13 березня 1961 р. ця пульпа прорвала греблі і затопила велику територію на Куренівці. При цьому загинуло кілька сот киян.
Після цього схили й дно яру було заново сплановано, висаджено дерева й кущі, прокладено шосе (шляхом, яким пульпа просувалася на Куренівку у день трагедії).
У яру розбито алеї, влаштовано парк, в обрисах і рельєфі якого вже дуже мало схожого на колишній Бабин Яр.
У 1972–76рр. неподалік від протитанкового рову, де закатували військовополонених наприкінці 1941 р. був зведений пам'ятник у вигляді скульптурної групи жертв нацизму — «Пам'ятник радянським громадянам та військовополоненим солдатам і офіцерам Радянської Армії, розстріляним німецькими фашистами у Бабиному Яру», (скульптори М. Лисенко, В.Сухенко, О. Вітрик, архітектори А. Ігнащенко, Л.Іванченко, В. Іванченков). Перед пам'ятником – три бронзові плити з написом на трьох мовах (українській, російській та їдиш): «Тут в 1941-43 роках німецько-фашистськими загарбниками було розстріляно більше ста тисяч громадян міста Києва і військовополонених».
Тривалий час цей пам'ятник лишався єдиним монументальним втіленням трагедії Бабиного Яру.
Питання створення історико-меморіального заповідника на території Бабиного Яру піднімалося неодноразово протягом довгого часу.
За ініціативою Президента Єврейської ради України, голови фонду «Пам'ять Бабиного Яру» І. М. Левітаса, Київською міською державною адміністрацією 13.03.1999 року було створено комісію, за результатами роботи якої був складений окремий протокол. Пунктом 3.1 даного протоколу, для уточнення місць масового розстрілу населення, встановлення охоронних меж, було передбачено розробку історико-містобудівного опорного плану території Бабиного Яру з прилеглими територіями.
З метою донесення до громадян історії трагічних подій масового знищення нацистами мешканців Києва і військовополонених у Бабиному Яру, для збереження й увічнення пам'яті жертв нацистського терору та Голокосту, проведення музейної, виставкової, екскурсійної та культурно-освітньої роботи, духовного збагачення громадян, комплекс пам'яток в урочищі Бабин Яр у м. Києві постановою Кабінету Міністрів України від 01.03.2007 року № 308 "Про Державний історико-меморіальний заповідник «Бабин Яр» було оголошено Заповідником з віднесенням його до сфери управління Міністерства культури і туризму України.
Указом Президента України № 258 від 24.02.2010 року, з огляду на велике міжнародне значення діяльності Державного історико-меморіального заповідника «Бабин Яр» щодо увічнення пам'яті жертв Бабиного Яру, Заповіднику було надано статус Національного.
Рішенням Київської міської ради від 28.10.2010 р. № 204/5016 «Про надання Національному історико-меморіальному заповіднику „Бабин Яр“ земельних ділянок для експлуатації та обслуговування заповідника „Бабин Яр“ на вул. Дорогожицькій, вул. Мельникова, 44 та на вул. Олени Теліги у Шевченківському районі м. Києва» для експлуатації та обслуговування заповідника надано в постійне користування земельні ділянки, загальною площею 28,2 га.
Національним історико-меморіальним заповідником «Бабин Яр» розроблено План організації території Національного історико-меморіального заповідника «Бабин Яр», який затверджений Наказом Міністерства культури України № 1367 від 23.11.2012 року.
Розроблено Концепцію розвитку Національного історико-меморіального заповідника «Бабин Яр» та ескізний проєкт будівництва Меморіального музею пам'яті жертв Бабиного Яру, які були заслухані та схвалені на засіданні Науково-методичної ради з питань охорони культурної спадщини Міністерства культури України 5 квітня 2012 року та на Архітектурно-містобудівній Раді при Головному управлінні містобудування та архітектури м. Києва 11 квітня 2012 року, а також 17 травня 2012 року отримані містобудівні умови і обмеження забудови земельної ділянки, отримані технічні умови для підключення до інженерних мереж міста Києва об'єктів проєктованого Меморіального комплексу пам'яті жертв Бабиного Яру.
Проєктом будівництва Меморіального комплексу пам'яті жертв Бабиного Яру передбачена побудова Меморіального музею пам'яті жертв Бабиного Яру; Алеї праведників; Каплиці розстріляних священнослужителів та киян, Каплиці-музею пам'яті розстріляних учасників опору; лапідарію, відтворення фрагменту яру та спорудження стіни пам'яті та ін.
Вищезазначеним Планом організації території Національного історико-меморіального заповідника «Бабин Яр», визначено охоронні зони Заповідника, визначено режим використання території та окреслені зони регулювання забудови.

## Пам'ятники на території Заповідника «Бабин Яр»

### Пам'ятка національного значення
«Пам'ятник радянським громадянам та військовополоненим солдатам і офіцерам Радянської армії, розстріляним німецькими фашистами у Бабиному Яру»

### Пам'ятки місцевого значення
- Пам'ятний знак «Менора»,
- Пам'ятний знак розстріляним у Бабиному Яру дітям,
- Пам'ятник українським остарбайтерам та жертвам нацизму,
- Дерев'яний хрест у пам'ять про розстріляних членів ОУН та поетеси О.Теліги,
- Пам'ятний знак жертвам Куренівської трагедії 1961 р,
- Пам'ятник Герою України Київській підпільниці Т. Маркус,
- Дерев'яний хрест у пам'ять про розстріляних священнослужителів за заклики до захисту Вітчизни від німецьких загарбників,
- Встановлений камінь з написом: «В пам'ять про ромів, розстріляних у Бабиному Яру»,
- Встановлений камінь на ознаку спорудження єврейського центру «Спадщина»,
- Пам'ятні хрести з написом «І на цьому місці вбивали людей в 1941 р. Господи упокой їх душі»,
- Дорога скорботи (від вул. Юрія Іллєнка до памятного знаку «Менора»).

### Щойно виявлені пам'ятки

Склеп родини Качковських

- Склеп родини Качковських

### Пам'ятні знаки, які відображають різні сторінки трагедії Бабиного Яру
- в'язням Сирецького концтабора, встановлений в 90-ті роки на розі вулиць Дорогожицької та Парково-Сирецької,
- київським футболістам — на вул. Грекова, 22-а,
- пацієнтам психіатричної лікарні, розстріляним в 1941—1942 рр. — на території Кирилівської лікарні.
- пам'ятний знак початку «Дороги скорботи» на перетині вул. Юрія Іллєнка та Дорогожицької.
- памятник-нагадування про Бабин Яр і його жертви (Памятник знаходиться на перетині вулиць Кирилівської і Петропавлівської на Подолі).
- Пам'ятник Олені Телізі на перетині вулиць О. Теліги та Ю. Іллєнка.

## Проєкт розширеного Національного історико-меморіального заповідника «Бабин Яр»
У 2016 році за кошти канадського мецената українського походження Джеймса Темертея через організацію "Українсько-єврейська зустріч" (UJE) було проведено архітектурний конкурс меморіального парку "Бабин Яр – Дорогожицький некрополь". Згодом напрацювання з цієї ініціативи були об'єднані у Проєкт розширеного Національного історико-меморіального заповідника «Бабин Яр», який було представлено у лютому 2019 року.
У 2018 році історики Інституту історії України НАН представили громадськості проєкт Концепція Меморіального музею пам’яті жертв Бабиного Яру.
У лютому 2019 року українські історики, які не погоджувалися з концепцією приватного кремлівського проєкту Меморіальний центр Голокосту «Бабин Яр», представили проєкт розширеного Національного історико-меморіального заповідника «Бабин Яр».
У червні 2020 року міністр Міністерства культури України Олександр Ткаченко пообіцяв, що у 2021 році меморіал у Бабиному Яру буде збудовано саме на базі проєкту Національного історико-меморіального заповідника «Бабин Яр», а не російського проєкту МЦГБЯ.
У лютому 2021 року замість діючого директора заповідника Бориса Глазунова (контракт з яким було укладено до 2021 року), виконавицею обов'язків директора заповідника було призначино юриста Розу Топанову. За інформацією українських журналістів[яких?] Тапанова юрист, що раніше працювала в юридичній фірмі «Міжнародна правнича компанія», яку заснував голова ОПУ Андрій Єрмак, й є як «фахівцем з земельних питань». Оскільки у 2020 році українська влада в особі президента Володимира Зеленського публічно підтримала російський проєкт МЦГБЯ, то, за припущенням журналіста Сергія Кота, Єрмак призначив Топанову для рейдерського захоплення керівництвом МЦГБЯ спочатку національного Музею жертв Бабиного Яру, а згодом й усієї території Національного історико-меморіального заповідника «Бабин Яр».
Також у лютому 2021 року заступник голови Робочої групи по створенню Української національної концепції комплексної меморіалізації Бабиного Яру професор Олександр Лисенко заявив, що завершений текст концепції комплексної меморіалізації Бабиного Яру, напрацьований Робочою групою при Інституті історії України НАНУ, буде презентовано у лютому 2021 року.
У червні 2021 стало відомо що Прем’єр-міністр України Денис Шмигаль надав доручення Фонду державного майна України віддати в оренду приватному російському проєкту будинок колишньої контори Лук‘янівського єврейського кладовища, де мав бути створений державний музей про історію Бабиного Яру, який є частиною державного комплексу Національного історико-меморіального заповідника «Бабин Яр»; коментуючи цю подію історик та співробітника Інституту політичних та етнонаціональних досліджень ім. І. Ф. Кураса НАН України Анатолія Подольського Анатолій Подольський зауважив що "це капітуляція. Як український історик, як член робочої групи, яка створює державну концепцію меморіялізації пам'яті жертв Бабиного Яру, я вважаю, що цей факт доводить: найвищі державні посадовці капітулюють, працюючи на путінський режим. Зараз не можна казати про історичні або меморіальні аспекти, а можна тільки про політичні. Наша держава виглядає зараз як обслуговуюча одиниця приватного проросійського проєкту".